# Ischnomesus simplissimus
Ischnomesus simplissimus är en kräftdjursart. Ischnomesus simplissimus ingår i släktet Ischnomesus och familjen Ischnomesidae. Inga underarter finns listade i Catalogue of Life.